# فرودگاه بیگ گریک (آیداهو)
فرودگاه بیگ گریک (آیداهو) (به انگلیسی: Big Creek Airport (Idaho)) یک فرودگاه همگانی بهره‌برداری هوایی است که یک باند فرود چمن دارد و طول باند آن ۱۰۸۲ متر است. این فرودگاه در کشور ایالات متحده آمریکا قرار دارد و در ارتفاع ۱۷۵۰ متری از سطح دریا واقع شده‌است.